# نظیر عبدالله‌یف
نظیر عبدالله‌یف (به روسی: Назир Абдуллаев؛ زادهٔ ۱۴ ژوئن ۱۹۹۱) یک کشتی‌گیر فرنگی‌کار اهل کشور روسیه است.
از افتخارات وی می‌توان به کسب مدال نقره قهرمانی کشتی جهان ۲۰۲۱ اشاره کرد.

## فعالیت حرفه‌ای

### قهرمانی کشتی جهان ۲۰۲۱
عبدالله‌یف در ابتدا با کریستین ایستوان از مجارستان کشتی گرفت و او را با نتیجه ۴ بر ۱ شکست داد.سپس با برناتک ماتئوش لوکجان از لهستان کشتی گرفت و او را با نتیجه ۵ بر صفر شکست داد. سپس در کشتی دیگر با نتیجه ای نزدیک ۲ بر ۱ مورات فیرات از ترکیه را شکست داد و سپس در نیمه نهایی المت کبیسپایف از قزاقستان را با نتیجه ۱۰ بر ۵ مغلوب کرد و به فینال راه یافت.در فینال با نتیجه ۵ بر ۲ برابر محمدرضا گرایی به شکست رضایت داد و به مدال نقره این وزن دست یافت.